# Kirskål
Kirskål, Aegopodium podagraria, också kallad kers eller skvallerkål är en av de mer storväxta flockblommiga växterna.

## Beskrivning

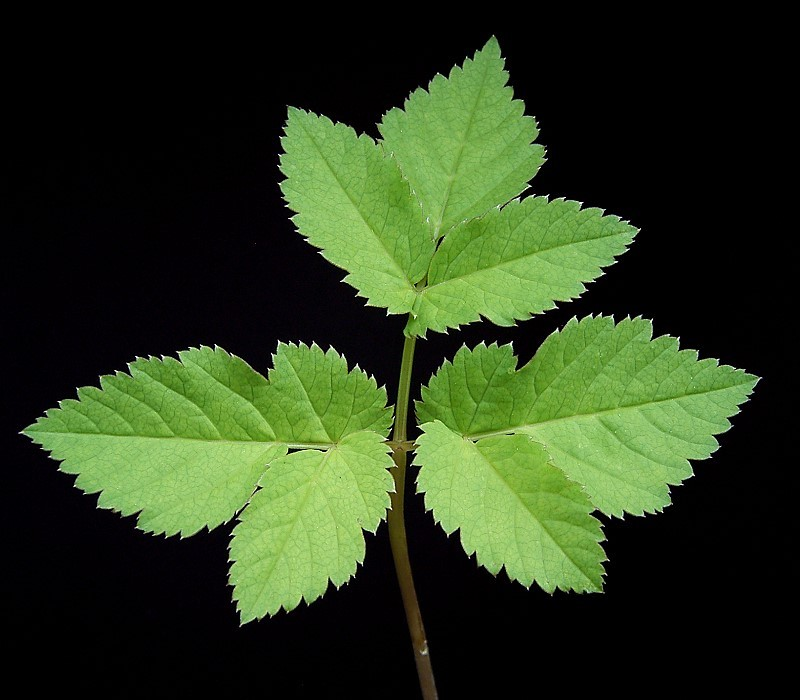
Två gånger tre-fingrade blad

Kirskål kan bli upp till 80 cm hög. De bredbladiga bladen är två gånger 3-fingrade med tandad kant. De små vita blommorna sitter samlade i flockar, och pollineras framförallt av flugor och skalbaggar.
Genom krypande jordstam och sina långa rötter blir kirskål lätt ett svårutrotat ogräs, på sina håll rent av invasivt. Regelbunden gräsklippning bekämpar kirskålen, som inte tål att bli nedklippt på samma sätt som gräs.

## Habitat
I Sverige är kirskålen begränsad till den sydliga hälften av floraområdet. Är där vanlig i parker och gamla trädgårdar, men mindre vanlig i lundskogar och på inägor.

## Biotop
Växer gärna i skugga med god jord, men klarar sig någorlunda även på soliga områden.

## Användning

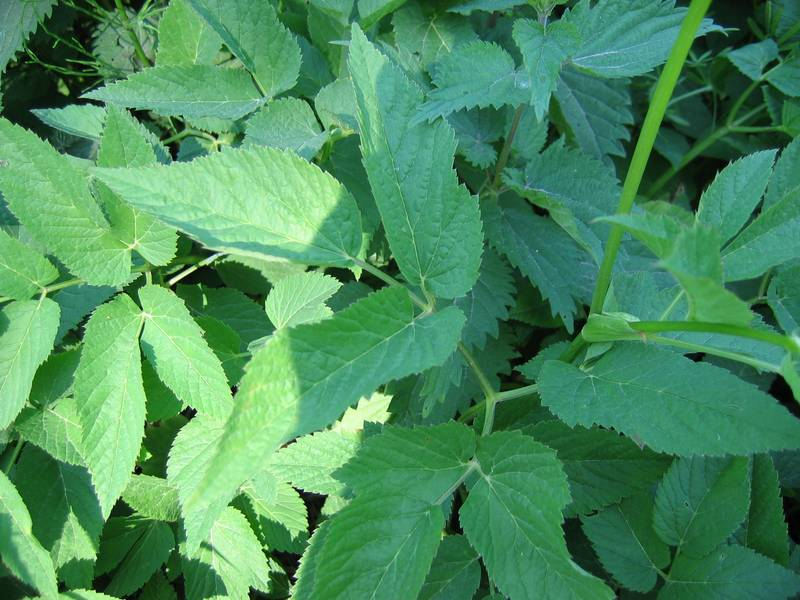
Späda ätbara kirskålblad

Späda blad kan anrättas som kål – därav de vanliga namnen kirskål, skvallerkål och svallerkål – eller på samma sätt som spenat till stuvning, i omelett med mera. De är även användbara i sallader och i pesto. Stjälkar och äldre blad är beska. Genom tiderna har den använts som en medicinsk ört i alla dess former, rå, tillagad, torkad etc.

## Historik
Kirskålen sägs ofta felaktigt ha införts av munkarna under medeltiden. Arkeologiska fynd visar emellertid att den odlades i Sverige redan under förromersk järnålder (500 f. Kr. – år 0), långt innan klosterväsendet etablerats i Skandinavien. Munkarna odlade kirskål som läkeört och grönsak.
Även på svenska slott och herrgårdar för några sekler sedan odlades kirskål som grönsak, och det är därifrån den spritt sig till nuvarande omfattning.

## Vetenskapliga synonymer
Enligt Plants of the World Online:
Homotypiska synonymer
- Apium podagraria (L.) Caruel (1889)
- Carum podagraria (L.) Roth (1827)

Heterotypiska synonymer
- Aegopodium angelicifolium Salisb. (1796)
- Aegopodium podagraria var. prolifera Gaudin (1828)
- Aegopodium podagraria var. pubescens Wimm. & Grab. (1827)
- Aegopodium podagraria var. variegatum L.H.Bailey (1900)
- Aegopodium simplex Lavy (1830)
- Aegopodium ternatum Gilib. (1782), opus utique oppr.
- Apium biternatum Stokes (1812)
- Ligusticum podagraria Crantz (1767)
- Pimpinella angelicifolia Lam. (1785)
- Podagraria aegopodium Moench (1794)
- Podagraria erratica Bubani (1899)
- Selinum podagraria E.H.L.Krause (1904)
- Seseli aegopodium Scop. (1771)
- Sison podagraria Spreng. (1812)
- Sium podagraria F.H.Wigg. (1780)
- Sium vulgare Bernh. (1800)
- Tragoselinum angelica Lam. (1779)

## Bygdemål
| Namn        | Trakt                                     | Referens | Not                           |
| ----------- | ----------------------------------------- | -------- | ----------------------------- |
|             |                                           |          |                               |
| Kers        |                                           |          |                               |
| Kirs        |                                           |          |                               |
| Kärs        | Bohuslän, Västergötland, Halland, Småland |          |                               |
| Kerskål     | Uppland, Östergötland                     | [ 7 ]    |                               |
| Kirskål     | Uppland, Östergötland                     | [ 7 ]    |                               |
| Riiskål     | Uppland                                   | [ 8 ]    |                               |
| Skvallerkål |                                           | [ 8 ]    |                               |
| Svallerkål  |                                           | [ 8 ]    |                               |
| Svallerlört |                                           | [ 8 ]    | Ej att förväxla med Svalört . |